# Jeff Hunt
Jeff Hunt, född 24 juli 1982, är en australisk friidrottare. Han deltog vid olympiska sommarspelen 2012.